# 緊急逮捕

緊急逮捕（きんきゅうたいほ）とは、緊急を要するためにまず被疑者を逮捕し、事後的に逮捕状を請求する手続。
日本法では刑事訴訟法210条前段で「検察官、検察事務官又は司法警察職員は、死刑又は無期若しくは長期三年以上の懲役若しくは禁錮にあたる罪を犯したことを疑うに足りる充分な理由がある場合で、急速を要し、裁判官の逮捕状を求めることができないときは、その理由を告げて被疑者を逮捕することができる」として緊急逮捕の制度を定めている。
なお、アメリカの刑事手続のarrest without warrant（無令状逮捕）も令状なしでの逮捕の制度であるが、重罪より軽い刑が定められた軽罪（misdemeanor）については警察官の目前で実行されたことが要件となっているのに対し、重罪（felony）とされる犯罪についてはそれは要件となってはおらず、例えば強盗事件では相当の理由（probable cause）があれば事件から1週間を経過していても無令状で逮捕できる。したがって日本法などの緊急逮捕とは要件が異なる。アメリカの刑事手続では逮捕は比較的緩やかな基準で許容されているが、逮捕後には直ちに裁判所が関与してその正当性が審査される。

## 日本の刑事手続
刑事訴訟法210条前段は「検察官、検察事務官又は司法警察職員は、死刑又は無期若しくは長期三年以上の懲役若しくは禁錮にあたる罪を犯したことを疑うに足りる充分な理由がある場合で、急速を要し、裁判官の逮捕状を求めることができないときは、その理由を告げて被疑者を逮捕することができる。」とする。
日本国憲法下では司法警察員や検察官には身体拘束令状の発付権限がないこととなり、現行犯も犯行に接着した時間的概念となったため、通常逮捕と現行犯逮捕の間隙として逮捕の必要性・緊急性が高いにもかかわらず逮捕し得ない事態が懸念された。そのため日本国憲法の施行に伴う刑事訴訟法の応急的措置に関する法律8条2号に緊急逮捕について定められ、刑事訴訟法210条に引き継がれた。

### 合憲性
日本国憲法第33条（逮捕の要件）は、何人も、現行犯として逮捕される場合を除いては、権限を有する司法官憲が発し、且つ理由となつている犯罪を明示する令状によらなければ、逮捕されないことを定めているため、合憲かどうかをめぐって次のような学説がある。
- 違憲説

緊急逮捕には現行犯逮捕のような犯行との同時性・接着性がなく逮捕時には令状によらない逮捕であるから違憲であるとする。
- 合憲説
  - 逮捕状による逮捕であるとする説

逮捕制度を全体的にみれば緊急逮捕は令状による逮捕とみるべきであるとする。
  - 現行犯逮捕であるとする説

憲法33条の「現行犯」には緊急逮捕のように事態が急を要する場合を含む、あるいは現行犯逮捕に準じるとする。
  - 合理的例外説

犯罪の嫌疑が明白でも逮捕状の発付を得るいとまがない緊急事態は発生しうるのであり、特に重大な犯罪について一切逮捕できないとするのは社会の治安維持の観点から是認できないから、憲法もこのような場合にまで例外を認めていないとは解されず、合理的な例外として許容されているとする[5]。

この問題に最高裁判所として判断を下したのが昭和30年12月14日大法廷判決である。
「刑訴210条は、死刑又は無期若しくは長期三年以上の懲役若しくは禁錮にあたる罪を犯したことを疑うに足る充分な理由がある場合で、且つ急速を要し、裁判官の逮捕状を求めることができないときは、その理由を告げて被疑者を逮捕することができるとし、そしてこの場合捜査官憲は直ちに裁判官の逮捕状を求める手続を為し、若し逮捕状が発せられないときは直ちに被疑者を釈放すべきことを定めている。かような厳格な制約の下に、罪状の重い一定の犯罪のみについて、緊急已むを得ない場合に限り、逮捕後直ちに裁判官の審査を受けて逮捕状の発行を求めることを条件とし、被疑者の逮捕を認めることは、憲法33条規定の趣旨に反するものではない」

### 緊急逮捕の要件
緊急逮捕の要件は次の3つである。
1. 死刑又は無期若しくは長期三年以上の懲役若しくは禁錮にあたる罪を犯したことを疑うに足りる充分な理由があること
法定刑が「死刑又は無期若しくは長期三年以上の懲役若しくは禁錮にあたる罪」であることを要する[8]。
嫌疑の確かさについては通常逮捕の場合には「相当」とされているが緊急逮捕の場合は「充分」と高くなっている[8]。
2. 急速を要し、裁判官の逮捕状を求めることができないこと
3. 逮捕の必要性
通常逮捕のような明文規定はないが緊急逮捕の場合にも逮捕の必要性を要する[9]。

### 緊急逮捕の手続
- 理由の告知

緊急逮捕の場合には「その理由を告げて」逮捕することができる（刑事訴訟法210条前段）。被疑事実及び急速を要する事情の両者を告知する必要があり、いずれか一方でも欠けると逮捕は違法である（昭和24年12月14日最高裁大法廷判決刑集3巻12号1999頁も参照）。
- 逮捕状請求手続

緊急逮捕の場合には、直ちに裁判官の逮捕状を求める手続をしなければならず、逮捕状が発せられないときは直ちに被疑者を釈放しなければならない（刑事訴訟法210条後段）。

## 韓国の刑事手続
死刑・無期または長期3年以上の懲役もしくは禁固の罪を犯したと疑うに足りる相当な理由があり、逮捕の必要性や緊急性が認められる場合に緊急逮捕が認められている。ただし、韓国では司法警察官は逮捕状を請求できず、検察官のみが請求可能であるため、司法警察官が複雑な手続を避けるために令状による逮捕より主に緊急逮捕や現行犯逮捕をとっているとされ問題が指摘されている。
また、通常逮捕と緊急逮捕で嫌疑の程度について差を設ける必要はないと考えられており、緊急逮捕も相当な嫌疑でもって足りるとしているが、それでも顕著な嫌疑または客観的な嫌疑として厳格に解釈されている。
韓国の刑事訴訟法では緊急逮捕後の事後の逮捕状は要求されておらず、勾留を行う際にのみ直ちに勾留状を請求する必要があるとしているにとどまる。そのため、緊急逮捕後48時間は捜査機関による令状のない身体拘束を認めることになることから、アメリカ、イギリス、ドイツなどのように逮捕後直ちに被疑者を裁判官に引致し逮捕の適法性等を審査させるか、日本のように緊急逮捕後の逮捕令状請求手続を免除しない制度が望ましいという指摘がある。